# Земцова, Александра Владимировна
Алекса́ндра Влади́мировна Земцо́ва (27 июля 2004 года, Екатеринбург) — российская дартсменка. Двукратная чемпионка России, победитель и призёр всероссийских и международных турниров. Мастер спорта России (2021). Член сборной России по дартсу.

## Биография
Начинала заниматься дартсом у Владимира Гута. Воспитанница спортивной школы «Виктория». Проявила себя ещё на юниорском уровне, побеждая на соревнованиях различного уровня.
В 2021 году 17-летняя Земцова впервые стала чемпионкой России по дартсу в составе сборной Свердловской области. Вместе с ней золотые медали брали Елена Шульгина, Наталья Александрова, Екатерина Черкасова и Юлиана Хитяева. В 2023 году этот же состав повторил свой успех.

## Семья
Брат — Сергей Земцов (род. 2005), мастер спорта России по дартсу.

## Достижения

### Парные
- Бронзовый призёр чемпионата России (2022)[10]

### Командные
- Чемпионка России (2021, 2023)